# Unbisepti
L'unbisepti, unbiseptium o eka- americi és el nom temporal d'un element químic desconegut de la taula periòdica que té el símbol temporal Ubs i nombre atòmic Z = 127.

## Nom
El nom unbisepti és un nom sistemàtic d'element, que es fa servir com a marcador de posició fins que es confirmi la seva existència per un altre grup de recerca i la IUPAC decideixi el seu nom definitiu. L'element 127 és d'interès perquè és part de la hipotètica illa d'estabilitat.